# Cirencester Park (casa de campo)
Cirencester Park é uma casa senhorial situada na freguesia de Cirencester, no condado de Gloucestershire, Inglaterra, e constitui a residência principal da família Bathurst, Condes de Bathurst. O edifício encontra-se classificado com o grau II* na Lista de Património Nacional de Inglaterra. Os jardins estão classificados com o grau I no Registo de Parques e Jardins Históricos de Interesse Especial em Inglaterra.

## História
Allen Bathurst, 1.º Conde de Bathurst (1684–1775), herdou a propriedade aquando da morte de seu pai, Sir Benjamin Bathurst, em 1704. Allen foi deputado conservador (Tory) e estadista, tendo acumulado fortuna através do seu envolvimento no comércio de escravos por intermédio da Royal Africa Company e da East India Company. A partir de 1714, Allen Bathurst dedicou-se à reconstrução da casa então denominada Oakley Grove, provavelmente erigida no local do antigo Castelo de Cirencester, bem como ao traçado do parque que viria a ser designado Oakley Park.
Em 1716, Bathurst adquiriu à família Atkyns a extensa propriedade de Sapperton, que incluía o bosque de Oakley Wood, e empreendeu a plantação de um dos mais notáveis jardins paisagísticos da Inglaterra, com edifícios de parque, trilhos, bancos, grutas e falsas ruínas. Entre estes destaca-se o Alfred’s Hall, actualmente tido como o mais antigo edifício de jardim em estilo neogótico documentado em Inglaterra, também classificado com o grau II*.
Allen Bathurst foi elevado à nobreza como barão em 1711 e, posteriormente, como conde em 1772. Foi igualmente um destacado mecenas das artes e das letras. O poeta Alexander Pope foi visitante assíduo da casa de Cirencester, tendo aconselhado o conde na disposição dos jardins e desenhado o edifício conhecido como Pope’s Seat, o qual oferece uma magnífica vista sobre os bosques e alamedas. Jonathan Swift foi outro visitante ilustre que deixou registo da sua apreciação.
O interior da casa alberga retratos de autores como Lawrence, Gainsborough, Romney, Lely, Reynolds, Hoppner, Kneller, entre outros, bem como um conjunto de colunas de mármore encimadas por bustos clássicos, autênticas antiguidades recolhidas em Itália por Lorde Apsley, filho do terceiro conde, aquando do Congresso de Viena em 1814.
Por volta de 1830, o edifício sofreu ampliações sob a direcção do arquitecto Sir Robert Smirke.
Condes subsequentes tornaram-se patronos do movimento Arts and Crafts, destacando-se a instalação, em 1894, de Ernest Gimson e dos irmãos Barnsley, Sidney e Ernest, no parque de Pinbury, dentro da propriedade de Cirencester. Norman Jewson juntar-se-ia ao grupo em 1907, tendo descrito a sua experiência enquanto discípulo de Gimson em Sapperton no seu clássico memorialista By Chance I did Rove (1952).
A propriedade engloba grande parte das aldeias de Sapperton e Coates, incluindo Pinbury Park, e reivindica a presença da nascente principal do rio Tamisa.
- Apsley House, situada no Hyde Park, em Londres, foi edificada pelo arquitecto Robert Adam para o então Lorde Apsley, mais tarde Henry Bathurst, 2.º Conde de Bathurst e Chanceler do Reino. Em 1807, a casa foi adquirida por Richard Wellesley, 1.º Marquês de Wellesley, que, em 1817, a vendeu ao seu irmão, Arthur Wellesley, 1.º Duque de Wellington, o qual ofereceu o seu retrato — ainda hoje presente em Cirencester House.

A casa é ladeada pela mais alta sebe de teixo do Reino Unido.
Em 2024, foi anunciado que seria cobrada, pela primeira vez, uma taxa de acesso público à propriedade de Cirencester Park. Está planeado um protesto pelo direito de livre acesso ao campo na propriedade. Serão instalados portões automáticos e uma bilheteira para regular a entrada no parque.

## Edifícios e estruturas classificados
Para além dos jardins classificados com o grau I e da casa principal com o grau II*, diversos outros edifícios e estruturas na propriedade constam da Lista de Património Nacional de Inglaterra.

### Grau II*
- *Alfred’s Hall*[11]
- *Hexagon*[12]
- *Ice House*[13]
- *Pope’s Seat*[14]
- Monumento à Rainha Ana (*Queen Anne’s Monument*)[15]

### Grau II
- *Horse Temple*[16]
- *Ivy Lodge* e edifícios agrícolas e muros anexos[17]
- Quatro pilares de pedra[18][19][20][21]
- Torre circular e muro anexo[22]
- Abrigo coberto (*Shelter Shed*)[23]
- Torre quadrada[24]
- Cavalariças e bloco de montar anexo[25]
- Dois pavilhões da Guarda Montada (*Horse Guard Pavilions*)[26][27]